# Eurovision Song Contest 2024
Eurovision Song Contest 2024 var den 68. udgave af Eurovision Song Contest, European Broadcasting Unions (EBU) årlige sangkonkurrence for organisationens medlemmer. Konkurrencen afholdtes i Malmø, Sverige, efter Loreen vandt Eurovision Song Contest 2023 med sangen "Tattoo".
Schweiz vandt finalen med sangen "The Code" skrevet af Nemo. Landet vandt med 591 point som vandt suverænt juryafstemmningen med 365 point og blev femtebedst hos seerne med 226 point.
Finalen fandt sted den 11. maj 2024 og semifinalerne fandt sted den 7. og 9. maj 2024.
Holland kvalificerede sig til finalen, men Joost Klein, den hollandske repræsentant dukkede ikke op til fredagens generalprøve. Senere blev han diskvalificeret, da han havde modtaget en klage fra en kvindelig produktionsansat, som Klein havde vist uacceptabel adfærd overfor. Dette overskrider EBUs nultolerancepolitik. På trods af diskvalifikationen ville Holland stadig kunne afgive point til finalen.

## Lokation
Eurovision 2024 vil blive afholdt i Malmö Arena. Dette blev annonceret af værts-tv-stationen SVT og EBU den 7. juni 2023.
| By           | Arena                     | Kommentar | Reference          |
| ------------ | ------------------------- | --- | ------------------ |
| Göteborg     | Scandinavium              | Denne arena afholdt Eurovision Song Contest i 1985 | [ 3 ] [ 4 ]        |
| Malmø        | Malmö Arena               | Denne arena afholdt Eurovision Song Contest i 2013 | [ 5 ] [ 6 ]        |
| Örnsköldsvik | Hägglunds Arena           | Denne arena afholdt de såkaldte 'heats' i Melodifestivalen i 2007, 2010, 2014 og 2018                                                                         | [ 7 ]              |
| Stockholm    | Friends Arena Tele2 Arena | Denne arena har afholdt alle Melodifestivalens finaler siden 2013 med undtagelse af en enkelt. Dette er den foretrukne arena for Stockholms Byråd Ingen noter | [ 8 ] [ 9 ] [ 10 ] |

## Format
Den 16. juni 2023 blev det meddelt, at SVT, værtsbroadcasteren, overvejer at foretage ændringer i formatet af Eurovision-finalen for at forkorte dens varighed med omkring en time. Siden introduktionen af elementer som åbningsflagparaden i 2013 og det opdelte jury-/televote-system i 2016 er finalens varighed blevet markant længere.

### Stemmesystem
Den 14. juni 2023 meddelte den norske tv-station NRK, at de var begyndt at have samtaler med EBU om en mulig revision af juryafstemningsproceduren. Disse samtaler opstod som følge af resultatet af 2023-konkurrencen, hvor Sverige vandt, på trods af at Finland førte i telefonafstemningen. Dette skabte en kontroversiel reaktion blandt publikum. Beslutningen om eventuelle ændringer og arten af disse ændringer ligger hos konkurrencens referencegruppe, og der forventes at blive truffet en beslutning i januar 2024.

### Lodtrækning
Semifinalelodtrækningen, der bestemte i hvilken semifinale og i hvilken halvdel af den semifinale, de enkelte lande skulle deltage i, blev afholdt 30. januar 2024 ved Malmø Rådhus i Malmø. De deltagende lande er delt ind i fem grupper baseret på, hvem der historisk set stemmer mest på hinanden. Dette er med til at sikre, at alle disse lande ikke havner i samme semifinale. Det er kun lande i den samme semifinale, der kan stemme på hinanden, så et land i semifinale 1 kan ikke stemme på et land i semifinale 2. For eksempel giver de nordiske lande og balkanlandene traditionelt flere point til hinanden end til andre lande i Europa. The Big 5, der inkluderer Storbritannien, Spanien, Frankrig, Italien og Tyskland, er direkte i finalen hvert år og er derfor ikke at finde i grupperne. De kan dog kun stemme i én semifinale, der også blev trukket lod om. Værtslandet er også direkte kvalificeret, hvilket betyder, at Sverige også automatisk er kvalificeret, da de vandt sidste år.
Derfor så grupperne dette år sådan ud:
| Gruppe 1                                                       | Gruppe 2                                                    | Gruppe 3                                                                    | Gruppe 4                                                       | Gruppe 5                                                      |
| -------------------------------------------------------------- | ----------------------------------------------------------- | --------------------------------------------------------------------------- | -------------------------------------------------------------- | ------------------------------------------------------------- |
| - Albanien - Kroatien - Schweiz - Serbien - Slovenien - Østrig | - Australien - Danmark - Estland - Finland - Island - Norge | - Armenien - Aserbajdsjan - Georgien - Israel - Letland - Litauen - Ukraine | - Cypern - Grækenland - Irland - Malta - Portugal - San Marino | - Belgien - Holland - Luxembourg - Moldova - Polen - Tjekkiet |

## Semifinaler
37 lande vil deltage i Eurovision Song Contest 2024. 31 lande vil konkurrere i to semifinaler, hvor det med lodtrækning afgøres i hvilken semifinale hvert land vil deltage i. Seks lande er allerede kvalificeret til finalen: Sverige, som vandt sidste år, og The Big 5.

### Semifinale 1
Disse lande kan stemme på hinanden:  Storbritannien,  Sverige og  Tyskland stemmer også i denne semifinale. De lande, der er farvemarkerede, gik videre til finalen.
| Nr. | Land         | Kunstner                    | Sang                      | Sprog                    | Oversættelse        | Plads | Point |
| --- | ------------ | --------------------------- | ------------------------- | ------------------------ | ------------------- | ----- | ----- |
| 1   | Cypern       | Silia Kapsis                | "Liar"                    | Engelsk                  | Løgner              | 6     | 67    |
| 2   | Serbien      | Teya Dora                   | "Ramonda" (Рамонда)       | Serbisk                  | —                   | 10    | 47    |
| 3   | Litauen      | Silvester Belt              | "Luktelk"                 | Litauisk                 | Vent                | 4     | 119   |
| 4   | Irland       | Bambie Thug                 | "Doomsday Blue"           | Engelsk                  | Dommedagsblues      | 3     | 124   |
| 5   | Ukraine      | Alyona Alyona & Jerry Heil  | "Teresa & Maria"          | Ukrainsk, engelsk        | “Teresa & Maria”    | 2     | 173   |
| 6   | Polen        | Luna                        | "The Tower"               | Engelsk                  | Tårnet              | 12    | 35    |
| 7   | Kroatien     | Baby Lasagna                | "Rim Tim Tagi Dim"        | Engelsk                  | “Fælg Team Tagi Dim | 1     | 177   |
| 8   | Island       | Hera Björk                  | "Scared of Heights"       | Engelsk                  | Bange for højder    | 15    | 3     |
| 9   | Slovenien    | Raiven                      | "Veronika"                | Slovensk                 | “Veronika”          | 9     | 51    |
| 10  | Finland      | Windows95Man                | "No Rules!"               | Engelsk                  | Ingen regler!       | 7     | 59    |
| 11  | Moldova      | Natalia Barbu               | "In the Middle"           | Engelsk                  | I midten            | 13    | 20    |
| 12  | Aserbajdsjan | Fahree feat. Ilkin Dolvatov | "Özünlə Apar"             | Engelsk, aserbajdsjansk  | Tag det med dig     | 14    | 11    |
| 13  | Australien   | Electric Fields             | "One Milkali (One Blood)" | Engelsk, yankunytjatjara | Ét blod             | 11    | 41    |
| 14  | Portugal     | Iolanda                     | "Grito"                   | Portugisisk              | Råbe                | 8     | 58    |
| 15  | Luxembourg   | Tali                        | "Fighter"                 | Fransk, engelsk          | Kæmper              | 5     | 117   |

De ti lande, som kvalificerede sig til finalen, blev annonceret i vilkårlig rækkefølge:
- Serbien
- Portugal
- Slovenien
- Ukraine
- Litauen
- Finland
- Cypern
- Kroatien
- Irland
- Luxembourg

### Semifinale 2
Disse lande kan stemme på hinanden:  Frankrig,  Italien og  Spanien stemmer også i denne semifinale. De lande, der er farvemarkerede, gik videre til finalen. Holland skulle have deltaget i finalen, men blev diskvalificeret.
| Nr. | Land       | Kunstner           | Sang                                                 | Sprog             | Oversættelse                                 | Plads | Point |
| --- | ---------- | ------------------ | ---------------------------------------------------- | ----------------- | -------------------------------------------- | ----- | ----- |
| 1   | Malta      | Sarah Bonnici      | "Loop"                                               | Engelsk           | Sløjfe                                       | 16    | 13    |
| 2   | Albanien   | Besa               | "Titan"                                              | Engelsk           | Titanium                                     | 15    | 14    |
| 3   | Grækenland | Marina Satti       | "Zari" (Ζάρι)                                        | Græsk, engelsk    | Terning                                      | 5     | 86    |
| 4   | Schweiz    | Nemo               | "The Code"                                           | Engelsk           | Koden                                        | 4     | 132   |
| 5   | Tjekkiet   | Aiko               | "Pedestal"                                           | Engelsk           | Piedestal                                    | 11    | 38    |
| 6   | Østrig     | Kaleen             | "We Will Rave"                                       | Engelsk           | Vi vil rave                                  | 9     | 46    |
| 7   | Danmark    | Saba               | "Sand"                                               | Engelsk           | -                                            | 12    | 36    |
| 8   | Armenien   | Ladaniva           | “Jako” (Ժակո)                                        | Armensk           | “Ligesom”                                    | 3     | 137   |
| 9   | Letland    | Dons               | "Hollow"                                             | Engelsk           | Hul                                          | 7     | 72    |
| 10  | San Marino | Megara             | "11:11"                                              | Spansk, Engelsk   | -                                            | 14    | 16    |
| 11  | Georgien   | Nutsa Buzaladze    | "Firefighter"                                        | Engelsk           | Brandmand                                    | 8     | 54    |
| 12  | Belgien    | Mustii             | "Before the Party's Over"                            | Engelsk           | Før festen er slut                           | 13    | 18    |
| 13  | Estland    | 5miinust & Puuluup | "(Nendest) narkootikumidest ei tea me (küll) midagi" | Estisk            | Vi ved (endnu) ikke noget om (disse) stoffer | 6     | 79    |
| 14  | Israel     | Eden Golan         | "Hurricane"                                          | Engelsk, hebraisk | Orkan                                        | 1     | 194   |
| 15  | Norge      | Gåte               | "Ulveham"                                            | Norsk             | Ulvehud                                      | 10    | 43    |
| 16  | Holland    | Joost Klein        | "Europapa"                                           | Hollandsk         | ¨¨Europa¨¨                                   | 2     | 182   |

De ti lande, som kvalificerede sig til finalen, blev annonceret i vilkårlig rækkefølge:
- Letland
- Østrig
- Holland
- Norge
- Israel
- Grækenland
- Estland
- Schweiz
- Georgien
- Armenien

## Finale
I Finalen vil 26 senere før finalen 25 lande konkurrere om sejren, 20 lande som har kvalificeret sig fra de 2 semifinaler og the big 5 Tyskland, Storbritannien, Italien, Frankrig og Spanien og værtslandet Sverige.
Holland, repræsenteret af Joost Klein, skulle oprindeligt have optrådt som nr. 5, men blev før finalen diskvalificeret.. Alle de resterende 25 lande beholdt deres startposition i finalen, men sang nummer 5 blev sprunget over.
| Nr. | Land           | Kunstner                   | Sang                                                 | Sprog             | Oversættelse                                 | Plads | Point |
| --- | -------------- | -------------------------- | ---------------------------------------------------- | ----------------- | -------------------------------------------- | ----- | ----- |
| 1   | Sverige        | Marcus & Martinus          | "Unforgettable"                                      | Engelsk           | Uforglemmelig                                | 9     | 174   |
| 2   | Ukraine        | Alyona Alyona & Jerry Heil | "Teresa & Maria"                                     | Ukrainsk, engelsk | “Teresa & Maria”                             | 3     | 453   |
| 3   | Tyskland       | Isaak                      | "Always on the Run"                                  | Engelsk           | Altid på flugt                               | 12    | 117   |
| 4   | Luxembourg     | Tali                       | "Fighter"                                            | Fransk, engelsk   | Kæmper                                       | 13    | 103   |
| 5   | Holland        | Joost Klein                | "Europapa"                                           | Hollandsk         | -                                            | —     | —     |
| 6   | Israel         | Eden Golan                 | "Hurricane"                                          | Engelsk, hebraisk | Orkan                                        | 5     | 375   |
| 7   | Litauen        | Silvester Belt             | "Luktelk"                                            | Litauisk          | Vent                                         | 14    | 90    |
| 8   | Spanien        | Nebulossa                  | "Zorra"                                              | Spansk            | Kælling                                      | 22    | 30    |
| 9   | Estland        | 5miinust & Puuluup         | "(Nendest) narkootikumidest ei tea me (küll) midagi" | Estisk            | Vi ved (endnu) ikke noget om (disse) stoffer | 20    | 37    |
| 10  | Irland         | Bambie Thug                | "Doomsday Blue"                                      | Engelsk           | Dommedagsblues                               | 6     | 278   |
| 11  | Letland        | Dons                       | "Hollow"                                             | Engelsk           | Hul                                          | 16    | 64    |
| 12  | Grækenland     | Marina Satti               | "Zari" (Ζάρι)                                        | Græsk, engelsk    | Terning                                      | 11    | 126   |
| 13  | Storbritannien | Olly Alexander             | "Dizzy"                                              | Engelsk           | Svimmel                                      | 18    | 46    |
| 14  | Norge          | Gåte                       | "Ulveham"                                            | Norsk             | Ulvehud                                      | 25    | 16    |
| 15  | Italien        | Angelina Mango             | "La noia"                                            | Italiensk         | Kedsomhed                                    | 7     | 268   |
| 16  | Serbien        | Teya Dora                  | "Ramonda" (Рамонда)                                  | Serbisk           | “Ramonda”                                    | 17    | 54    |
| 17  | Finland        | Windows95Man               | "No Rules!"                                          | Engelsk           | Ingen regler!                                | 19    | 38    |
| 18  | Portugal       | Iolanda                    | "Grito"                                              | Portugisisk       | Råbe                                         | 10    | 152   |
| 19  | Armenien       | Ladaniva                   | “Jako” (Ժակո)                                        | Armensk           | Ligesom                                      | 8     | 183   |
| 20  | Cypern         | Silia Kapsis               | "Liar"                                               | Engelsk           | Løgner                                       | 15    | 78    |
| 21  | Schweiz        | Nemo                       | "The Code"                                           | Engelsk           | Koden                                        | 1     | 591   |
| 22  | Slovenien      | Raiven                     | "Veronika"                                           | Slovensk          | “Veronika”                                   | 23    | 27    |
| 23  | Kroatien       | Baby Lasagna               | "Rim Tim Tagi Dim"                                   | Engelsk           | “Fælg Team Tagi Dim”                         | 2     | 547   |
| 24  | Georgien       | Nutsa Buzaladze            | "Firefighter"                                        | Engelsk           | Brandmand                                    | 21    | 34    |
| 25  | Frankrig       | Slimane                    | "Mon amour"                                          | Fransk            | Min elskede                                  | 4     | 445   |
| 26  | Østrig         | Kaleen                     | "We Will Rave"                                       | Engelsk           | Vi vil rave                                  | 24    | 24    |

## Detaljerede afstemningsresultater

### Afstemningsresultater i semifinale 1
Kvalificeret
| Anvendt afstemningsprocedure:: 100% Televoting | Anvendt afstemningsprocedure:: 100% Televoting | Total score | Cypern | Serbien | Litauen | Irland | Ukraine | Polen | Kroatien | Island | Slovenien | Finland | Moldova | Aserbajdsjan | Australien | Portugal | Luxembourg | Tyskland | Sverige | Storbritannien | Resten af verden |
| Anvendt afstemningsprocedure:: 100% Televoting | Anvendt afstemningsprocedure:: 100% Televoting | Total score |        |         |         |        |         |       |          |        |           |         |         |              |            |          |            |          |         |                |                  |
| Deltagere                                      | Cypern                                         | 67          |        | 4       |         | 1      |         |       | 4        | 4      | 7         | 2       | 12      | 12           | 7          | 8        | 4          |          | 1       | 1              |                  |
| Deltagere                                      | Serbien                                        | 47          | 5      |         |         |        |         |       | 12       |        | 10        |         |         | 5            |            | 1        | 5          | 5        |         |                | 4                |
| Deltagere                                      | Litauen                                        | 119         | 10     | 2       |         | 12     | 10      | 7     | 3        | 7      | 6         | 7       | 2       | 3            | 6          | 4        | 10         | 8        | 5       | 12             | 5                |
| Deltagere                                      | Irland                                         | 124         | 6      | 7       | 8       |        | 8       | 8     | 6        | 3      | 4         | 8       | 5       | 6            | 10         | 7        | 6          | 6        | 6       | 10             | 10               |
| Deltagere                                      | Ukraine                                        | 173         | 12     | 6       | 12      | 8      |         | 12    | 8        | 10     | 8         | 10      | 10      | 10           | 8          | 12       | 8          | 10       | 10      | 7              | 12               |
| Deltagere                                      | Polen                                          | 35          |        |         | 4       | 7      | 3       |       |          | 8      | 1         |         |         |              | 1          |          |            | 2        | 3       | 6              |                  |
| Deltagere                                      | Kroatien                                       | 177         | 7      | 12      | 10      | 10     | 12      | 10    |          | 12     | 12        | 12      | 8       | 7            | 12         | 6        | 7          | 12       | 12      | 8              | 8                |
| Deltagere                                      | Island                                         | 3           | 1      |         |         |        |         |       |          |        |           |         |         |              |            |          |            |          | 2       |                |                  |
| Deltagere                                      | Slovenien                                      | 51          | 2      | 10      | 3       |        |         | 4     | 10       |        |           | 3       | 4       | 1            | 3          | 3        | 1          |          |         |                | 7                |
| Deltagere                                      | Finland                                        | 59          |        |         | 6       | 5      | 6       | 5     | 5        | 6      | 3         |         |         |              | 5          |          | 2          | 3        | 8       | 4              | 1                |
| Deltagere                                      | Moldova                                        | 20          | 3      | 3       |         | 2      | 4       |       | 1        |        |           |         |         | 2            |            | 5        |            |          |         |                |                  |
| Deltagere                                      | Aserbajdsjan                                   | 11          |        | 1       | 1       |        | 1       | 1     |          |        |           | 1       | 6       |              |            |          |            |          |         |                |                  |
| Deltagere                                      | Australien                                     | 41          |        |         | 2       | 4      |         | 2     |          | 2      |           | 5       | 1       |              |            | 2        | 3          | 4        | 4       | 5              | 2                |
| Deltagere                                      | Portugal                                       | 58          | 4      | 5       | 5       | 3      | 2       | 3     | 2        | 1      | 2         | 4       | 3       | 4            | 2          |          | 12         | 1        |         | 2              | 3                |
| Deltagere                                      | Luxembourg                                     | 117         | 8      | 8       | 7       | 6      | 7       | 6     | 7        | 5      | 5         | 6       | 7       | 8            | 4          | 10       |            | 7        | 7       | 3              | 6                |

#### 12 points
Nedenfor er en oversigt over alle 12 point modtaget i den første semifinale. Kroatien fik den maksimale score på 12 point fra otte lande, mens Ukraine fik fem sæt med 12 point. Både Litauen og Cypern fik to sæt med 12 point, mens Portugal og Serbien fik et hver.
| No. | Modtager | Lande som gav 12 points                                                     |
| --- | -------- | --------------------------------------------------------------------------- |
| 8   | Kroatien | Australien, Finland, Tyskland, Island, Serbien, Slovenien, Sverige, Ukraine |
| 5   | Ukraine  | Cypern, Litauen, Polen, Portugal, Resten af verden                          |
| 2   | Litauen  | Irland, Storbritannien                                                      |
| 2   | Cypern   | Aserbajdsjan, Moldova                                                       |
| 1   | Portugal | Luxembourg                                                                  |
| 1   | Serbien  | Kroatien                                                                    |

### Afstemningsresultater i semifinale 2
Kvalifikationer
| Anvendt afstemningsprocedure: 100% Telestemmer 100% Jurystemmer | Anvendt afstemningsprocedure: 100% Telestemmer 100% Jurystemmer | Total score | Malta | Albanien | Grækenland | Schweiz | Tjekkiet | Østrig | Danmark | Armenien | Letland | San Marino | Georgien | Belgium | Estland | Israel | Norge | Holland | Frankrig | Italien | Spanien | Resten af verden |
| Anvendt afstemningsprocedure: 100% Telestemmer 100% Jurystemmer | Anvendt afstemningsprocedure: 100% Telestemmer 100% Jurystemmer | Total score |       |          |            |         |          |        |         |          |         |            |          |         |         |        |       |         |          |         |         |                  |
| Deltagere                                                       | Malta                                                           | 13          |       |          | 3          |         |          |        |         | 5        |         | 4          |          |         |         |        |       |         | 1        |         |         |                  |
| Deltagere                                                       | Albanien                                                        | 14          |       |          | 5          | 3       |          |        |         |          |         | 2          |          |         |         |        |       |         |          | 4       |         |                  |
| Deltagere                                                       | Grækenland                                                      | 86          | 6     | 8        |            | 8       | 4        | 2      | 2       | 12       |         |            | 6        | 8       |         | 3      | 1     | 6       | 4        | 6       | 5       | 5                |
| Deltagere                                                       | Schweiz                                                         | 132         | 8     | 5        | 7          |         | 8        | 8      | 6       | 7        | 7       | 12         | 5        | 7       | 7       | 4      | 7     | 8       | 8        | 8       | 4       | 6                |
| Deltagere                                                       | Tjekkiet                                                        | 38          | 2     |          |            |         |          | 5      | 1       | 1        | 3       | 6          | 4        |         | 2       | 5      | 3     | 1       |          | 2       | 2       | 1                |
| Deltagere                                                       | Østrig                                                          | 46          | 3     | 4        | 4          | 4       | 2        |        | 3       | 4        | 2       |            | 1        | 1       | 3       | 8      | 2     | 2       |          |         | 3       |                  |
| Deltagere                                                       | Danmark                                                         | 36          | 1     |          |            | 2       |          | 3      |         | 3        | 4       | 7          |          |         | 5       | 1      | 10    |         |          |         |         |                  |
| Deltagere                                                       | Armenien                                                        | 137         | 5     | 6        | 8          | 6       | 7        | 6      | 5       |          | 5       | 8          | 12       | 6       | 4       | 12     | 5     | 10      | 10       | 7       | 7       | 8                |
| Deltagere                                                       | Letland                                                         | 72          | 7     |          |            | 7       | 5        | 4      | 7       |          |         | 3          | 7        | 5       | 12      |        | 6     | 3       |          |         | 6       |                  |
| Deltagere                                                       | San Marino                                                      | 16          |       |          |            |         |          |        |         |          |         |            | 3        |         |         |        |       |         |          | 1       | 10      | 2                |
| Deltagere                                                       | Georgien                                                        | 54          | 4     | 7        | 6          |         | 1        | 1      |         | 10       |         |            |          | 2       | 1       | 6      |       |         | 6        | 5       | 1       | 4                |
| Deltagere                                                       | Belgien                                                         | 18          |       | 2        | 1          |         |          |        |         |          | 1       |            | 2        |         |         | 2      |       | 5       | 5        |         |         |                  |
| Deltagere                                                       | Estland                                                         | 79          |       | 3        | 2          | 5       | 6        | 7      | 4       | 2        | 12      | 1          |          | 4       |         | 10     | 4     | 7       | 2        | 3       |         | 7                |
| Deltagere                                                       | Israel                                                          | 194         | 10    | 12       | 10         | 12      | 12       | 10     | 12      | 6        | 10      |            | 10       | 10      | 8       |        | 12    | 12      | 12       | 12      | 12      | 12               |
| Deltagere                                                       | Norge                                                           | 43          |       | 1        |            | 1       | 3        |        | 8       |          | 6       | 5          |          | 3       | 6       |        |       | 4       | 3        |         |         | 3                |
| Deltagere                                                       | Holland                                                         | 182         | 12    | 10       | 12         | 10      | 10       | 12     | 10      | 8        | 8       | 10         | 8        | 12      | 10      | 7      | 8     |         | 7        | 10      | 8       | 10               |

#### 12 points
Nedenfor er en oversigt over alle 12 point modtaget i den anden semifinale. Israel fik den maksimale score på 12 point fra ti lande, efterfulgt af Holland, som fik fire sæt med 12 point. Armenien modtog to sæt med 12 point, og Schweiz og Grækenland fik hver et sæt med 12 point. 
| No. | Modtager   | Lande som gav 12 point                                                                             |
| --- | ---------- | -------------------------------------------------------------------------------------------------- |
| 10  | Israel     | Albanien, Tjekkiet, Danmark, Frankrig, Italien, Holland, Norge, Resten af verden, Spanien, Schweiz |
| 4   | Holland    | Østrig, Belgien, Grækenland, Malta                                                                 |
| 2   | Armenien   | Georgien, Israel                                                                                   |
| 1   | Schweiz    | San Marino                                                                                         |
| 1   | Grækenland | Armenien                                                                                           |
| 1   | Letland    | Estland                                                                                            |
| 1   | Estland    | Letland                                                                                            |

### Afstemningsresultater i finalen
Vinder
| Plads | Kombineret     | Kombineret | Jury           | Jury  | Televoting     | Televoting |
| Plads | Land           | Point      | Land           | Point | Land           | Point      |
| ----- | -------------- | ---------- | -------------- | ----- | -------------- | ---------- |
| 1     | Schweiz        | 591        | Schweiz        | 365   | Kroatien       | 337        |
| 2     | Kroatien       | 547        | Frankrig       | 218   | Israel         | 323        |
| 3     | Ukraine        | 453        | Kroatien       | 210   | Ukraine        | 307        |
| 4     | Frankrig       | 445        | Italien        | 164   | Frankrig       | 227        |
| 5     | Israel         | 375        | Ukraine        | 146   | Schweiz        | 226        |
| 6     | Irland         | 278        | Irland         | 142   | Irland         | 136        |
| 7     | Italien        | 268        | Portugal       | 139   | Italien        | 104        |
| 8     | Armenien       | 183        | Sverige        | 125   | Grækenland     | 85         |
| 9     | Sverige        | 174        | Armenien       | 101   | Armenien       | 82         |
| 10    | Portugal       | 152        | Tyskland       | 99    | Litauen        | 58         |
| 11    | Grækenland     | 126        | Luxembourg     | 83    | Sverige        | 49         |
| 12    | Tyskland       | 117        | Israel         | 52    | Cypern         | 44         |
| 13    | Luxembourg     | 103        | Storbritannien | 46    | Estland        | 33         |
| 14    | Litauen        | 90         | Grækenland     | 41    | Serbien        | 32         |
| 15    | Cypern         | 78         | Letland        | 36    | Finland        | 31         |
| 16    | Letland        | 64         | Cypern         | 34    | Letland        | 28         |
| 17    | Serbien        | 54         | Litauen        | 32    | Luxembourg     | 20         |
| 18    | Storbritannien | 46         | Serbien        | 22    | Georgien       | 19         |
| 19    | Finland        | 38         | Spanien        | 19    | Tyskland       | 18         |
| 20    | Estland        | 37         | Østrig         | 19    | Portugal       | 13         |
| 21    | Georgien       | 34         | Georgien       | 15    | Slovenien      | 12         |
| 22    | Spanien        | 30         | Slovenien      | 15    | Spanien        | 11         |
| 23    | Slovenien      | 27         | Norge          | 12    | Østrig         | 5          |
| 24    | Østrig         | 24         | Finland        | 7     | Norge          | 4          |
| 25    | Norge          | 16         | Estland        | 4     | Storbritannien | 0          |
| —     | Holland        | —          | Holland        | —     | Holland        | —          |

#### 12 points
Nedenfor er en oversigt over alle 12 point modtaget i finalen. I juryafstemningen modtog Schweiz den maksimale score på 12 point fra 22 lande, efterfulgt af Frankrig, som fik fire sæt med 12 point. Portugal fik 3 sæt med 12 point, Ukraine og Kroatien fik begge 2 sæt og Grækenland, Irland, Luxembourg og Sverige fik hver et sæt med 12 point. I den offentlige afstemning modtog Israel den maksimale score på 12 point fra fjorten lande og resten af verden afstemning, efterfulgt af Kroatien, som modtog ni sæt af 12 point, og Ukraine med syv. Cypern, Estland, Frankrig, Grækenland, Luxembourg, Serbien og Schweiz blev hver tildelt et sæt med 12 point.
De lande som er i fed betyder at det land givet 12 point til det samme land fra både jury og seerafstemningen.
| Nr. | Modtager   | Lande som gav 12 point |
| --- | ---------- | --- |
| 22  | Schweiz    | Albanien, Østrig, Aserbajdsjan, Danmark, Estland, Finland, Georgien, Grækenland, Irland, Italien, Letland, Litauen, Luxembourg, Malta, Nederlandene, Norge, Polen, Portugal, San Marino, Spanien, Sverige, Ukraine |
| 4   | Frankrig   | Armenien, Belgien, Island, Slovenien |
| 3   | Portugal   | Kroatien, Frankrig, Storbritannien |
| 2   | Kroatien   | Cypern, Serbien |
| 2   | Ukraine    | Tjekkiet, Moldova |
| 1   | Grækenland | Schweiz |
| 1   | Irland     | Australien |
| 1   | Luxembourg | Israel |
| 1   | Sverige    | Tyskland |

| Nr. | Modtager   | Lande, som giver 12 points |
| --- | ---------- | --- |
| 15  | Israel     | Australien, Belgien, Finland, Frankrig, Tyskland, Italien, Luxembourg, Holland, Portugal, Resten af verden, San Marino, Spanien, Sverige, Schweiz, Storbritannien |
| 9   | Kroatien   | Albanien, Østrig, Aserbajdsjan, Danmark, Island, Irland, Norge, Serbien, Slovenien                                                                                |
| 7   | Ukraine    | Tjekkiet, Estland, Georgien, Litauen, Malta, Moldova, Polen |
| 1   | Cypern     | Grækenland |
| 1   | Estland    | Letland |
| 1   | Frankrig   | Armenien |
| 1   | Grækenland | Cypern |
| 1   | Luxembourg | Israel |
| 1   | Serbien    | Kroatien |
| 1   | Schweiz    | Ukraine |

## Kommentatorer og pointoplæsere

### Pointoplæsere
De 37 deltagende lande havde hver deres talsmand, som læste tolv point op til deres lands professionelle jury live via satellit. Sidste års værtslande, Ukraine og Storbritannien, åbnede afstemningen, mens dette års værtslande lukkede. Nedenfor er listen over talspersoner:
1. Ukraine – Jamala[24] (Ukraines repræsentant og vinder i 2016)
2. Storbritannien – Joanna Lumley[25]
3. Aserbajdsjan – Aysel Teymurzadeh[26] (Aserbajdsjans repræsentant i 2009)
4. Luxembourg – Désirée Nosbusch[27] (Programleder for Eurovision Song Contest 1984)
5. San Marino – Kida
6. Malta – Matt Blxck[28]
7. Kroatien – Ivan Dorian Molnar
8. Albanien – Andri Xhahu[29]
9. Tjekkiet – Radka Rosická
10. Israel – Maya Alkulumbre[30]
11. Australien – Danny Estrin[31] (Australiens repræsentant i 2023)
12. Danmark – Stéphanie Surrugue[32]
13. Spanien – Soraya Arnelas[33] (Spaniens repræsentant i 2009)
14. Norge –  Ingvild Helljesen (Læste også Norges point ved 2004–2006.)[34]
15. Tyskland – Ina Müller[35]
16. Armenien – Brunette (Armenias repræsentant i 2023)
17. Slovenien – Lorella Flego[36]
18. Georgien – Sopho Khalvashi[37] (Georgiens repræsentant i 2007)
19. Schweiz – Jennifer Bosshard[38]
20. Moldova – Doina Stimpovschi
21. Grækenland – Elena Paparizou[39] (Grækenlands repræsentant i 2001 og vinder i 2005)
22. Estland – Birgit[40] (Estlands repræsentant i 2013)
23. Nederlandene – Martin Österdahl (Eurovisions konkurrencechef)
24. Østrig – Philipp Hansa[41]
25. Frankrig – Natasha St-Pier[42] (Frankrigs repræsentant i 2001)
26. Italien – Mario Acampa[43]
27. Finland – Toni Laaksonen
28. Portugal – Mimicat[44] (Portugals repræsentant i 2023)
29. Belgien – Livia Dushkoff[45]
30. Island – Friðrik Ómar[46] (Islands representant i 2008)
31. Letland – Andrejs Reinis Zitmanis (Letlands repræsentant i 2023)
32. Irland – Paul Harrington[47] (Irlands repræsentant og vinder i 1994)
33. Polen – Viki Gabor[48] (Polens repræsentant i Junior Eurovision Song Contest og vinder i 2019)
34. Cypern – Loukas Hamatsos[49]
35. Litauen – Monika Linkytė (Litauens repræsentant i 2015 og 2023)
36. Serbien – Konstrakta (Serbiens repræsentant i 2022)
37. Sverige – Frans[50] (Sveriges repræsentant i 2016)

### Kommentatorer og tv-stationer
Konkurrencen sendes live af alle deltagende lande og eventuelle andre lande, der køber senderettighederne. De fleste tv-stationer vil have kommentatorer, enten hjemme eller på plads i værtsarenaen, som vil formidle information og begivenheder til seerne. Nedenfor er en liste over tv-selskaber, der har bekræftet, at de vil sende Eurovision Song Contest 2024:
| Land           | Tv-station         | Sendinger               | Kanal                               | Kommentatorer                                                                               | Kilde                        |
| -------------- | ------------------ | ----------------------- | ----------------------------------- | ------------------------------------------------------------------------------------------- | ---------------------------- |
| Aserbajdsjan   | İTV                | Alle shows              | İTV                                 | Nurlana Jafarova                                                                            | [ 51 ]                       |
| Australien     | SBS                | Alle show               | SBS                                 | Myf Warhurst og Joel Creasey                                                                | [ 52 ] [ 53 ]                |
| Australien     | SBS                | Alle show               | SBS On Demand                       | Myf Warhurst og Joel Creasey                                                                | [ 52 ] [ 53 ]                |
| Belgien        | RTBF               | Semi 1                  | Tipik                               | Fransk: Jean-Louis Lahaye og Maureen Louys                                                  | [ 54 ] [ 55 ] [ 56 ]         |
| Belgien        | RTBF               | Semifinale 2 og finalen | La Une                              | Fransk: Jean-Louis Lahaye og Maureen Louys                                                  | [ 54 ] [ 55 ] [ 56 ]         |
| Belgien        | RTBF               | Alle show               | Auvio                               | Fransk: Jean-Louis Lahaye og Maureen Louys                                                  | [ 54 ] [ 55 ] [ 56 ]         |
| Belgien        | VRT                | Alle show               | VRT1                                | Nederlandsk: Peter Van de Veire                                                             | [ 57 ]                       |
| Belgien        | VRT                | Alle show               | VRT MAX                             | Nederlandsk: Peter Van de Veire                                                             | [ 57 ]                       |
| Belgien        | VRT                | Finalen                 | Radio 2                             | Nederlandsk: Peter Van de Veire                                                             | [ 57 ]                       |
| Danmark        | DR                 | Alle show               | DR1, DR TV                          | Ole Tøpholm                                                                                 | [ 58 ]                       |
| Danmark        | DR                 | Alle show               | DR TV                               | Ole Tøpholm                                                                                 | [ 58 ]                       |
| Estland        | ERR                | Alle show               | ETV                                 | Estisk: Marko Reikop                                                                        | [ 59 ]                       |
| Estland        | ERR                | Alle show               | ETV+                                | Russisk: Aleksandr Hobotov og Julia Kalenda                                                 | [ 59 ]                       |
| Estland        | ERR                | Finalen                 | ETV2                                | Estisk tegnsprog: forskellige tolkere                                                       | [ 59 ]                       |
| Finland        | Yle                | Alle show               | Yle TV1                             | Finsk: Svensk: Eva Frantz og Johan Lindroos                                                 | [ 60 ] [ 61 ] [ 62 ] [ 63 ]  |
| Finland        | Yle                | Alle show               | Yle X3M                             | Svensk: Eva Frantz og Johan Lindroos                                                        | [ 60 ] [ 61 ] [ 62 ] [ 63 ]  |
| Finland        | Yle                | Alle show               | Yle Areena                          | Russisk: Ukrainsk: Enaresamisk: Aslak Paltto og Heli Huovinen Nordsamisk:                   | [ 60 ] [ 61 ] [ 62 ] [ 63 ]  |
| Frankrig       | France Télévisions | Semifinalene            | Culturebox                          | Nicky Doll                                                                                  | [ 64 ] [ 65 ]                |
| Frankrig       | France Télévisions | Finalen                 | France 2                            | Stéphane Bern og Laurence Boccolini                                                         | [ 64 ] [ 65 ]                |
| Frankrig       | France Télévisions | Semifinalerne           | france.tv                           | Nicky Doll                                                                                  | [ 64 ] [ 65 ]                |
| Frankrig       | France Télévisions | Finalen                 | france.tv                           | Stéphane Bern og Laurence Boccolini                                                         | [ 64 ] [ 65 ]                |
| Grækenland     | ERT                | Alle show               | ERT1                                | Thanasis Alevras og Jérôme Kaluta                                                           | [ 66 ] [ 67 ]                |
| Grækenland     | ERT                | Alle show               | Deftero Programma                   |                                                                                             | [ 66 ] [ 67 ]                |
| Island         | RÚV                | Alle show               | RÚV                                 | Gunna Dís Emilsdóttir                                                                       | [ 68 ]                       |
| Island         | RÚV                | Alle show               | RÚV 2                               | Islandsk tegnsprog: Forskellige tolkere                                                     | [ 68 ]                       |
| Israel         | Kan                | Ikke bekendtgjort '     | Ikke bekendtgjort '                 | Asaf Liberman, Akiva Novick og Yoav Tzafir                                                  | [ 69 ] [ 70 ]                |
| Italien        | Rai                | Semifinalerne           | Rai 2                               | Gabriele Corsi og Mara Maionchi                                                             | [ 71 ]                       |
| Italien        | Rai                | Finalen                 | Rai 1                               | Gabriele Corsi og Mara Maionchi                                                             | [ 71 ]                       |
| Italien        | Rai                | Alle show               | Rai Radio 2                         | Gabriele Corsi og Mara Maionchi                                                             | [ 71 ]                       |
| Italien        | Rai                | Alle show               | RaiPlay                             | Diletta Parlangeli og Matteo Osso                                                           | [ 71 ]                       |
| Cypern         | RIK                | Alle show               | RIK 1, RIK Sat                      | Melina Karageorgiou og Hovig                                                                | [ 72 ]                       |
| Litauen        | LRT                | Alle show               | LRT televizija                      |                                                                                             | [ 73 ]                       |
| Luxembourg     | RTL                | Alle show               | RTL Lëtzebuerg                      | Luxembourgsk: Raoul Roos og Roger Saurfeld Fransk: Engelsk:                                 | [ 27 ] [ 74 ]                |
| Luxembourg     | RTL                | Alle show               | RTL Infos                           | Luxembourgsk: Raoul Roos og Roger Saurfeld Fransk: Engelsk:                                 | [ 27 ] [ 74 ]                |
| Luxembourg     | RTL                | Alle show               | RTL Radio                           | Luxembourgsk: Raoul Roos og Roger Saurfeld Fransk: Engelsk:                                 | [ 27 ] [ 74 ]                |
| Luxembourg     | RTL                | Alle show               | RTL Today Radio                     | Luxembourgsk: Raoul Roos og Roger Saurfeld Fransk: Engelsk:                                 | [ 27 ] [ 74 ]                |
| Luxembourg     | RTL                | Alle show               | RTL Play, rtl.lu                    | Luxembourgsk: Raoul Roos og Roger Saurfeld Fransk: Engelsk:                                 | [ 27 ] [ 74 ]                |
| Holland        | NPO/AVROTROS       | Alle show               | NPO 1                               | Cornald Maas og Jacqueline Govaert                                                          | [ 75 ] [ 76 ]                |
| Norge          | NRK                | Alle show               | NRK1, NRK TV                        | Marte Stokstad                                                                              | [ 77 ]                       |
| Norge          | NRK                | Finalen                 | NRK P1                              | Jon Marius Hyttebakk                                                                        | [ 78 ]                       |
| Polen          | TVP                | Alle show               | TVP1, TVP Polonia                   | Artur Orzech                                                                                | [ 79 ]                       |
| Portugal       | RTP                | Alle show               | RTP1, RTP Internacional, RTP África | José Carlos Malato og Nuno Galopim                                                          | [ 80 ] [ 81 ] [ 82 ] [ 83 ]  |
| Serbien        | RTS                | Alle show               | RTS 1                               |                                                                                             | [ 84 ]                       |
| Slovenien      | RTVSLO             | Semifinale 1 og finale  | TV SLO 1                            | Mojca Mavec                                                                                 | [ 85 ] [ 86 ] [ 87 ]         |
| Slovenien      | RTVSLO             | Semifinale 2            | TV SLO 2                            | Mojca Mavec                                                                                 | [ 85 ] [ 86 ] [ 87 ]         |
| Slovenien      | RTVSLO             | Semi 1 og finalen       | Radio Val 202                       | Maj Valerij                                                                                 | [ 85 ] [ 86 ] [ 87 ]         |
| Spanien        | RTVE               | Semi 1                  | La 2                                | Spansk: Tony Aguilar og Julia Varela                                                        | [ 88 ] [ 89 ] [ 90 ]         |
| Spanien        | RTVE               | Semifinale 2 og finalen | La 1                                | Spansk: Tony Aguilar og Julia Varela                                                        | [ 88 ] [ 89 ] [ 90 ]         |
| Spanien        | RTVE               | Alle shows              | RTVE Play                           | Spansk: Tony Aguilar og Julia Varela                                                        | [ 88 ] [ 89 ] [ 90 ]         |
| Spanien        | RTVE               | Finalen                 | Radio Nacional                      | Spansk: David Asensio, Sara Calvo, Ángela Fernández, Manu Martín-Albo og Luis Miguel Montes | [ 88 ] [ 89 ] [ 90 ]         |
| Spanien        | RTVE               | Finalen                 | La 1, RTVE Play, Ràdio 4            | Katalansk: Sònia Urbano og Xavi Martínez                                                    | [ 91 ]                       |
| Storbritannien | BBC                | Semifinalene            | BBC One                             | Scott Mills og Rylan Clark                                                                  | [ 92 ]                       |
| Storbritannien | BBC                | Finalen                 | BBC One                             | Graham Norton                                                                               | [ 92 ]                       |
| Storbritannien | BBC                | Alle show               | BBC Red Button                      | Britisk tegnesprog: Forskellige tolkere                                                     | [ 93 ] [ 94 ] [ 95 ]         |
| Storbritannien | BBC                | BBC Radio 2             | Semifinalerne                       | Richie Anderson                                                                             | [ 92 ]                       |
| Storbritannien | BBC                | BBC Radio 2             | Finalen                             | Scott Mills og Rylan Clark                                                                  | [ 92 ]                       |
| Schweiz        | SRG SSR            | Semifinalene            | SRF zwei                            | Tysk: Sven Epiney                                                                           | [ 96 ] [ 97 ] [ 98 ]         |
| Schweiz        | SRG SSR            | Finalen                 | SRF 1                               | Tysk: Sven Epiney                                                                           | [ 96 ] [ 97 ] [ 98 ]         |
| Schweiz        | SRG SSR            | Semifinalerne           | RTS 2                               | Fransk:                                                                                     | [ 99 ] [ 100 ]               |
| Schweiz        | SRG SSR            | Finalen                 | RTS 1                               | Fransk:                                                                                     |                              |
| Schweiz        | SRG SSR            | Semifinalerne           | RSI La 2                            | Italiensk: Ellis Cavallini og Gian-Andrea Costa                                             | [ 96 ] [ 97 ] [ 98 ] [ 101 ] |
| Schweiz        | SRG SSR            | Finalen                 | RSI La 1                            | Italiensk: Ellis Cavallini og Gian-Andrea Costa                                             | [ 96 ] [ 97 ] [ 98 ] [ 101 ] |
| Sverige        | SVT                | Alle show               | SVT1                                | Tina Mehrafzoon og Edward af Sillén                                                         | [ 102 ]                      |
| Sverige        | SVT                | Alle show               | SVT Play                            | Tina Mehrafzoon og Edward af Sillén                                                         | [ 102 ]                      |
| Tjekkiet       | ČT                 | Alle shows              | ČT2                                 | Vašek Matějovský, Patricie Kaňok Fuxová og Dominika Hašková                                 | [ 103 ] [ 104 ]              |
| Tyskland       | ARD/NDR            | Alle shows              | One                                 | Thorsten Schorn                                                                             | [ 105 ] [ 106 ] [ 107 ]      |
| Tyskland       | ARD/NDR            | Finalen                 | Das Erste                           | Thorsten Schorn                                                                             | [ 105 ] [ 106 ] [ 107 ]      |
| Tyskland       | ARD/NDR            | Alle shows              | ARD Mediathek                       | Thorsten Schorn                                                                             | [ 105 ] [ 106 ] [ 107 ]      |
| Ukraine        | Suspilne           | Alle shows              | Suspilne Kultura                    |                                                                                             | [ 108 ]                      |
| Ukraine        | Suspilne           | Finalen                 | Radio Promin                        |                                                                                             | [ 108 ]                      |
| Østrig         | ORF                | Alle shows              | ORF 1                               |                                                                                             | [ 109 ]                      |
| Østrig         | ORF                | Finalen                 | FM4                                 | Jan Böhmermann og Olli Schulz                                                               | [ 110 ] [ 111 ]              |

## Andre priser
Ud over hovedvinderens trofæ vil Marcel Bezençon Awards og You're a Vision Award blive konkurreret under Eurovision Song Contest 2024. OGAE (General Organization of Eurovision Fans) afstemningsmåling fandt også sted før konkurrencen.

### Marcel Bezençon-priser
Marcel Bezençon Awards, arrangeret siden 2002 af Sveriges daværende delegationschef og 1992-repræsentant Christer Björkman, og vinderen af 1984-konkurrencen Richard Herrey, hædrer sange i konkurrencens finale. Priserne er opdelt i tre kategorier: Kunstnerprisen, Komponistprisen og Presseprisen. Vinderne afsløres kort før Eurovision-finalen den 11. maj.
| Kategori        | Land     | Sang               | Artist       | Sangskriver                                                       |
| --------------- | -------- | ------------------ | ------------ | ----------------------------------------------------------------- |
| Kunstnerprisen  | Schweiz  | «The Code»         | Nemo         | Benjamin Alasu, Lasse Midtsian Nymann, Linda Dale og Nemo Mettler |
| Komponistprisen | Schweiz  | «The Code»         | Nemo         | Benjamin Alasu, Lasse Midtsian Nymann, Linda Dale og Nemo Mettler |
| Presseprisen    | Kroatien | «Rim Tim Tagi Dim» | Baby Lasagna | Baby Lasagna                                                      |

### OGAE
OGAE, en organisation af mere end fyrre Eurovision Song Contest-fanklubber i hele Europa og uden for Europa, gennemfører en årlig afstemningsundersøgelse, som første gang blev afholdt i 2002 som Marcel Bezençon Fan Award. Efter at alle stemmer var afgivet, var det toprangerede bidrag i 2024-afstemningen "Rim Tim Tagi Dim" udført af Baby Lasagne; de fem bedste resultater er vist nedenfor.
| Land     | Performer(s)   | Sang                      | OGAE resultat |
| -------- | -------------- | ------------------------- | ------------- |
| Kroatien | Baby Lasagna   | "Rim Tim Tagi Dim"        | 356           |
| Italien  | Angelina Mango | "La noia"                 | 338           |
| Schweiz  | Nemo           | "The Code"                | 290           |
| Belgien  | Mustii         | "Before the Party's Over" | 223           |
| Frankrig | Slimane        | "Mon amour"               | 188           |